# 嵩山 (臺灣)
嵩山，是台灣台北市北投區湖田里與新北市三芝區圓山里交界處的一座山峰，標高989公尺。該山西北側為八連溪的源流區，東南側為北磺溪支流鹿角坑溪的源流區。
嵩山位於竹子山及小觀音山之間，為一複式火山，沒有明顯的火山口。該地區山形延綿，三座山之間缺乏明顯的界線。這三座火山可能是同一系列的裂縫噴發而形成。
位於台灣島最北端的富貴角，是昔日嵩山火山噴發時熔岩流向北流動、凝固而形成，為大屯火山群影響最遠之處。